# Rivière Lachaine
Pour les articles homonymes, voir Lachaine.
La rivière Lachaine coule dans la partie sud de la péninsule gaspésienne, en traversant les municipalités de Saint-Honoré-de-Témiscouata, Saint-Pierre-de-Lamy et Saint-Louis-du-Ha! Ha!, dans la municipalité régionale de comté (MRC) de Témiscouata, dans la région administrative du Bas-Saint-Laurent, au Québec, au Canada.
La rivière Lachaine se déverse sur la rive sud-Ouest du Lac Sload lequel constitue la source de la rivière Caldwell (lac Témiscouata). Cette dernière coule vers l’est, jusqu’à la rive ouest du Lac Témiscouata lequel se déverse à son tour par le Sud-Est dans la rivière Madawaska (fleuve Saint-Jean). Cette dernière coule vers le sud-est jusqu’à la rive nord du fleuve Saint-Jean au Nouveau-Brunswick. Ce dernier coule vers le sud-est en traversant tout le Nouveau-Brunswick et se déversant sur la rive nord de la baie de Fundy laquelle s’ouvre vers le sud-ouest sur l’océan Atlantique.
La partie supérieure de la rivière Lachaine est desservie par la route 291, le Chemin Principal, la Petite Route et la route du 9e Rang.

## Géographie
La rivière Lachaine prend sa source d’un ruisseau de montagne situé dans la Nord de la municipalité de Saint-Honoré-de-Témiscouata. Elle coule surtout en zone forestière et en zone de marais en fin de cours.
La source de la rivière Lachaine est située à :
- 4,7 km au nord-est du centre du village de Saint-Honoré-de-Témiscouata ;
- 8,1 km à l’ouest de la confluence de la rivière Lachaine ;
- 13,8 km à l’ouest du Lac Témiscouata ;
- 7,4 km à l’est du Lac de la Grande Fourche ;
- 1,4 km au sud-est de la limite sud de la MRC de Rivière-du-Loup.

La rivière Lachaine coule sur 12,5 km répartis selon les segments suivants :
- 1,0 km vers le nord, jusqu'à la limite de Saint-Pierre-de-Lamy ;
- 0,8 km vers l’est dans Saint-Pierre-de-Lamy, pour revenir à la limite de Saint-Honoré-de-Témiscouata ;
- 0,3 km vers l’est dans Saint-Honoré-de-Témiscouata, pour revenir à la limite de Saint-Pierre-de-Lamy ;
- 4,3 km vers le sud-est dans Saint-Pierre-de-Lamy, jusqu'à la limite de Saint-Louis-du-Ha! Ha! ;
- 0,8 km vers l’est en faisant un détour dans Saint-Louis-du-Ha! Ha!, jusqu’à la limite de Saint-Pierre-de-Lamy ;
- 0,6 km vers l’est en formant une courbe vers le Nord dans Saint-Pierre-de-Lamy, jusqu'à la limite de Saint-Louis-du-Ha! Ha! ;
- 1,1 km vers l’est dans Saint-Louis-du-Ha! Ha!, jusqu'à la limite de Saint-Pierre-de-Lamy ;
- 3,6 km vers le nord-est dans Saint-Pierre-de-Lamy dont 1,0 km en zone de marais en fin de segment, jusqu'à la confluence de la rivière[2].

La rivière Lachaine se déverse sur la rive sud-Ouest du lac Sload (longueur : 2,3 km ; altitude : 252 m), dans la municipalité de Saint-Pierre-de-Lamy. Cette confluence est située à :
- 140 m au sud-ouest de l'embouchure du Lac Sload ;
- 5,3 km au sud-est du centre-ville de Saint-Pierre-de-Lamy ;
- 5,6 km à l’ouest du Lac Témiscouata ;
- 10,7 km au nord-ouest du centre-ville de Témiscouata-sur-le-Lac ;
- 8,3 km au nord du centre-ville de Saint-Louis-du-Ha! Ha!.

## Toponymie
Le terme « Lachaine » s’avère être un patronyme de famille d’origine française.
Le toponyme « Rivière Lachaine » a été officialisé le 5 décembre 1968 à la Commission de toponymie du Québec.